# Havelberger Pferdemarkt

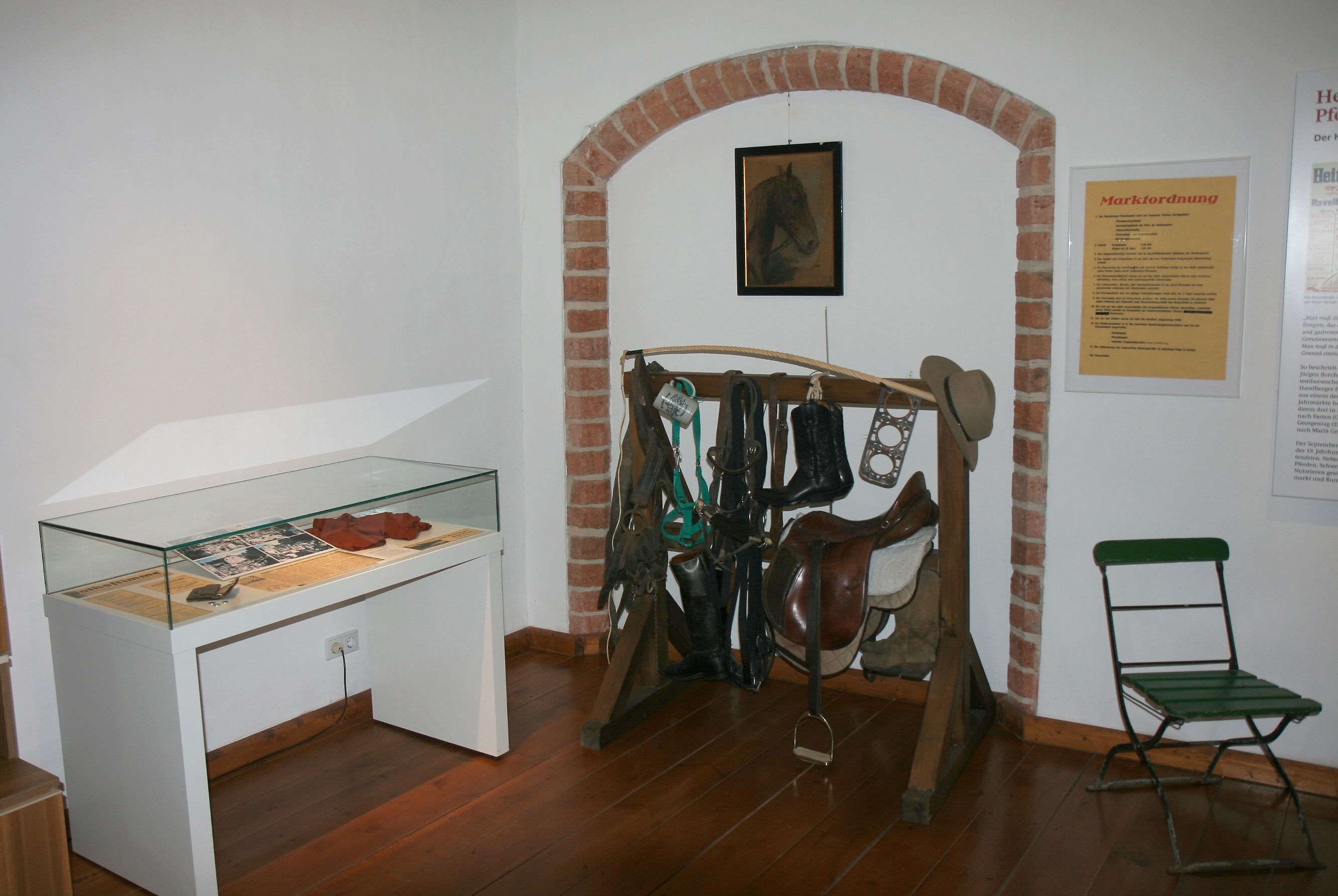
Pferdemarkt-Exponate im Prignitz-Museum

Der Havelberger Pferdemarkt, auch Havelberger Großer Markt genannt, ist ein traditionsreiches Volksfest in der deutschen Stadt Havelberg in Sachsen-Anhalt.
Der Pferdemarkt existiert seit 1750. Das Volksfest zieht jährlich ungefähr 200.000 Besucher an. Ca. 1000 Pferde wechseln hier jedes Jahr per Handschlag ihren Besitzer.
Der Markt findet donnerstags bis sonntags statt, einschließlich des ersten Wochenendes im September.
Der Markt war im 18. Jahrhundert einer der größten Viehmärkte in der Region. Da es weit und breit keine anderen Pferdemärkte gibt, gewann später der Pferdehandel an besonderer Bedeutung, weswegen sich die Bezeichnung Havelberger Pferdemarkt verbreitete.